# Oluf Brønnum & Co.
Oluf Brønnum & Co. A/S, markedsført som Brønnum, er en dansk familiejet leverandør af køkkenudstyr, isenkram og service til hoteller, restauranter, barer, kantiner og øvrige erhverv. 
Virksomheden har hovedkvarter i Herlev med 12.000 m2 lager og outlet. Den fører 8.000 varenumre. 
Oluf Brønnum & Co. blev grundlagt i 1874 i København af Oluf Brønnum som Danmarks første specialforretning for køkken, porcelæn, serveringsartikler, glas og bestik. I 1979 flyttede virksomheden til Herlev, samtidig blev detailbutikkerne afviklet, og firmaet beskæftigede sig fra dette tidspunkt udelukkende med det professionelle marked. 
I 2023 havde virksomheden 150 ansatte og omsatte for 484 millioner kroner.